# Jaroslav Ježek (designer)
Pour les articles homonymes, voir Ježek.
Ne doit pas être confondu avec Jaroslav Ježek (compositeur).

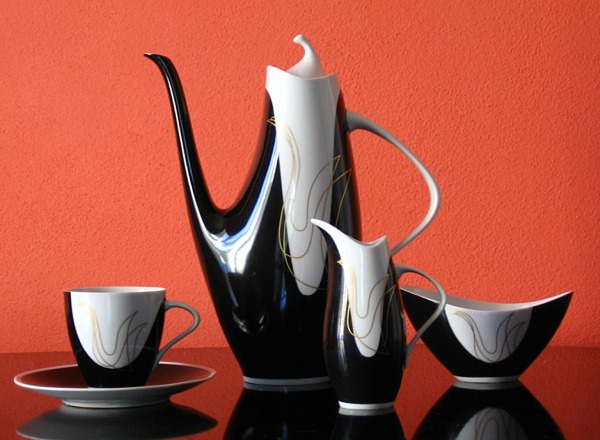
Service Elka par Jaroslav Ježek, 1957

Jaroslav Ježek (né le 26 janvier 1923 et mort le 23 juillet 2002) est un designer tchèque. Ježek a été l’un des fondateurs du « style bruxellois », un mouvement important du design tchèque des années 1950 et 1960. Ježek a créé 52 services en porcelaine et les dessins de plus de 100 sculptures. 

## Biographie
Neveu du compositeur tchèque Jaroslav Ježek, il est né en 1923 dans le village de Podlesí près de Příbram. Entre 1945 et 1949, il a étudié l’art avec le professeur Sejpka ainsi que Cyril Bouda et Karel Lidický à l’Université Charles de Prague. Sur la recommandation du professeur Eckert, de l’atelier de porcelaine et de céramique (l’un des départements de l’Académie des Arts), il décida de s’orienter vers le design industriel. Ježek quitta alors l’Université Charles pour une bourse dans le département d’art de la manufacture de porcelaine Thun à Klášterec nad Ohří, et y resta jusque 1954. En 1955, il fut embauché au centre industriel d’État dédié à la porcelaine à Lesov, près de Karlovy Vary.

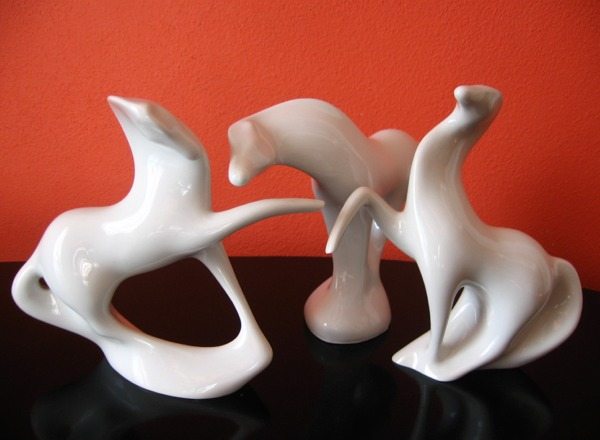
Jument et Étalons, sculpture en porcelaine du designer tchèque Jaroslav Ježek, 1958

En 1957, Ježek fut invité à réaliser des créations pour l’Exposition universelle de 1958 à Bruxelles. Son service de porcelaine Elka gagna le Grand Prix de l’Exposition dans la catégorie Céramique. Ježek créa également le service de porcelaine Asmanit pour le restaurant de l’Exposition de Bruxelles. Il fut l’un des fondateurs du « style bruxellois » dont les principales caractéristiques sont des formes organiques, des éléments en diagonale et l’usage de couleurs pastel dans des tons de jaune, violet, vert, bleu et gris. Plus tard, ce style est devenu un style clairement identifié dans de nombreux foyers tchèques. D’autres designers inspirés par le style bruxellois utilisèrent des matériaux tels que les plastiques, le PVC, le Formica ou les matières stratifiées. 
Le succès d’Elka inspira à Ježek la création d’autres services en porcelaine. En 1959, ses dessins Ex, Manon et Tria furent acceptés pour la production de cadeaux de luxe, et ses services Orava et Cirano déclinés pour un usage quotidien. D’autres services comme Blanka et Hanka furent produits en 1960 et 1961, à Dalovice et Loket. Dans les années 1960, Ježek commença à s’inspirer du style Baroque et des créations du début du XIXe siècle, mais il développa également son propre style avec des services tels que Kleopatra et Giovanna (dans la même veine qu’Elka).
Il mourut en 2002 à Karlovy Vary.

## Principales pièces
Sculptures et figurines
- 1958 - Hřebečkové (Etalons), Klisnička (Jument), Volavky (Hérons)
- 1959 - Páv (Perroquet), Jitro (Matin)
- 1963 - Velký býk (grand taureau)

Services en porcelaine
- 1956 - Oblázek - (non réalisé)
- 1957 - Elka
- 1958 - Asmanit (porcelaine à feu)
- 1959 - Ex, Tria, Manon, Orava
- 1963 - Rafaela
- 1966 - Romana
- 1964 - Nefertiti

## Prix et récompenses
- 1958 - Grand Prix à l'Expo '58 à Bruxelles (sculptures en porcelaine Jument et Etalons)
- 1958 - Grand Prix à l'Expo '58 à Bruxelles (service en porcelaine Elka)
- 1962 - Médaille d'or à l'International Exhibition of Ceramic AIC de Prague (collection de sculptures figuratives)
- 1962 - Médaille d'or à l'International Exhibition of Ceramic AIC de Prague (collection de porcelaine utilitaire)
- 1963 - Prix national pour l'excellence de son travail
- 1967 - Médaille d'argent à l'International Exhibition of Ceramic AIC à Istanbul (service en porcelaine Romana)